# Conny Méndez
Juana María de la Concepción Méndez Guzmán, thường được gọi là Conny Méndez (11 tháng 4 năm 1898 - 26 tháng 11 năm 1979) là một nhà soạn nhạc, ca sĩ, nhà văn, nhà tranh biếm họa, nữ diễn viên và nhà siêu hình học người Venezuela. Bà sinh ra ở Caracas và qua đời ở Miami, Florida, Hoa Kỳ.

## Gia đình
Joseph Rincones (chồng cũ)
Donald Rincones (con trai)
Alexandra Rincones (cháu gái)
Daniel Rincones (cháu trai)
Antonieta Rincones (cháu gái lớn)